# Christoph Gottlob von Burgsdorff
Christoph Gottlob von Burgsdorff (* 2. März 1735 in Dresden; † 19. Januar 1807 ebenda) war ein kursächsischer Beamter. Er war der letzte Oberaufseher des kursächsischen Anteils der Grafschaft Mansfeld in Eisleben mit umfangreichen Befugnissen.

## Leben
Er entstammte dem brandenburgischen Uradelsgeschlecht von Burgsdorff, speziell der neumärkischen Linie aus dem Haus Mellenthin und war der Sohn von Carl Gottlob von Burgsdorff und der Henriette Sophie von Gersdorff. Im Jahr 1788 kehrte er nach Dresden zurück und wurde Präsident des Oberkonsistoriums. Nach seinem Weggang wurde das Oberaufseheramt in Eisleben umstrukturiert. War das Amt bis dahin Appellationsinstanz aller anderen untergeordneten Behörden der Grafschaft Mansfeld, wurde nun das Bergamt Eisleben ausgegliedert und direkt dem Berggemach beim Geheimen Finanzkollegium in Dresden unterstellt.
Burgsdorff wurde später Direktor des Oberrechnungsdepartements und Konferenzminister.
Burgsdorff heiratete in erster Ehe am 30. September 1765 in Uhyst (Oberlausitz) Hedwig Sophie von Loeben (* 13. Februar 1736/1737 in Mengelsdorf, Oberlausitz; † 6. November 1766 ebenda), die Tochter des Wolf Christian Albrecht von Loeben und der Hedwig Elisabeth Sophie Vitzthum von Eckstädt. In zweiter Ehe heiratete er am 2. Mai 1768 Luisa von Puttkamer (1734–1806). Zu seinen Kindern zählt Ludwig Christoph von Burgsdorff.